# Ivan Lučić (futbolista)
Ivan Lučić (Viena, 23 de marzo de 1995) es un futbolista austriaco que juega de portero en el H. N. K. Hajduk Split de la Prva HNL croata.

## Carrera
Nacido en Viena, capital de Austria, jugó para las divisiones inferiores del club local Austria Viena. Tiempo después debutó profesionalmente con el SV Ried para luego ser fue fichado por el Bayern de Múnich en 2014, fue subido del filial al primer equipo por Pep Guardiola para la temporada 2014-15.

## Selección nacional
Fue internacional con la selección sub-19 de Austria y jugó ocho partidos oficiales.

## Palmarés

### Torneos nacionales
| Título          | Club                  | País     | Año  |
| --------------- | --------------------- | -------- | ---- |
| 1. Bundesliga   | Bayern de Múnich      | Alemania | 2016 |
| Copa de Croacia | H. N. K. Hajduk Split | Croacia  | 2023 |